# 相模野幹線
相模野幹線（さがみのかんせん）は、神奈川県相模原市内を走る首都圏中央連絡自動車道から、東京都町田市方向に至る地域高規格道路候補路線である。この道路は、構想段階でルート等は決まっていない。
「町田・相模原業務核都市基本構想」の「広域交通体系整備の方針」で検討する路線として位置付けられている。